# Mercedes-Benz Vario Research Car
Mercedes-Benz Vario Research Car — концепт-кар от компании Mercedes-Benz, выпущенный в 1995 году. 

## История
Автомобиль был представлен в 1995 году на автовыставке в Женеве. Целью создания Mercedes-Benz Vario Research Car было продемонстрировать различные инновационные решений в дизайне, эргономике и комфорте легковых автомобилей.
Наиболее заметным новшеством модели стал сменный кузов: автомобиль в течение 15 минут мог быть изменён на седан, универсал, кабриолет или пикап (на одном и том же шасси). По всем техническим решениям, применённым на автомобиле, компания получила большое количество обратных отзывов, что позволило принять решение о необходимости модификации и применения их в серийном производстве. 

## Инновационные решения
При создании автомобиля были применены следующие решения:
- Сменный лёгкий и прочный кузов из армированного пластика (углеродное волокно)
- Система активной подвески (в серийном производстве с 1999 года: Mercedes-Benz C215)
- Технология Drive-by-Wire
- Цветной дисплей (в серийном производстве с 1998 года: Mercedes-Benz W220)
- Навигационная система (представлена с 1995 года в Mercedes-Benz S-классе)
- Центральный вращающийся регулятор (в серийном производстве с 2005 года)